# Marcel Sieberg

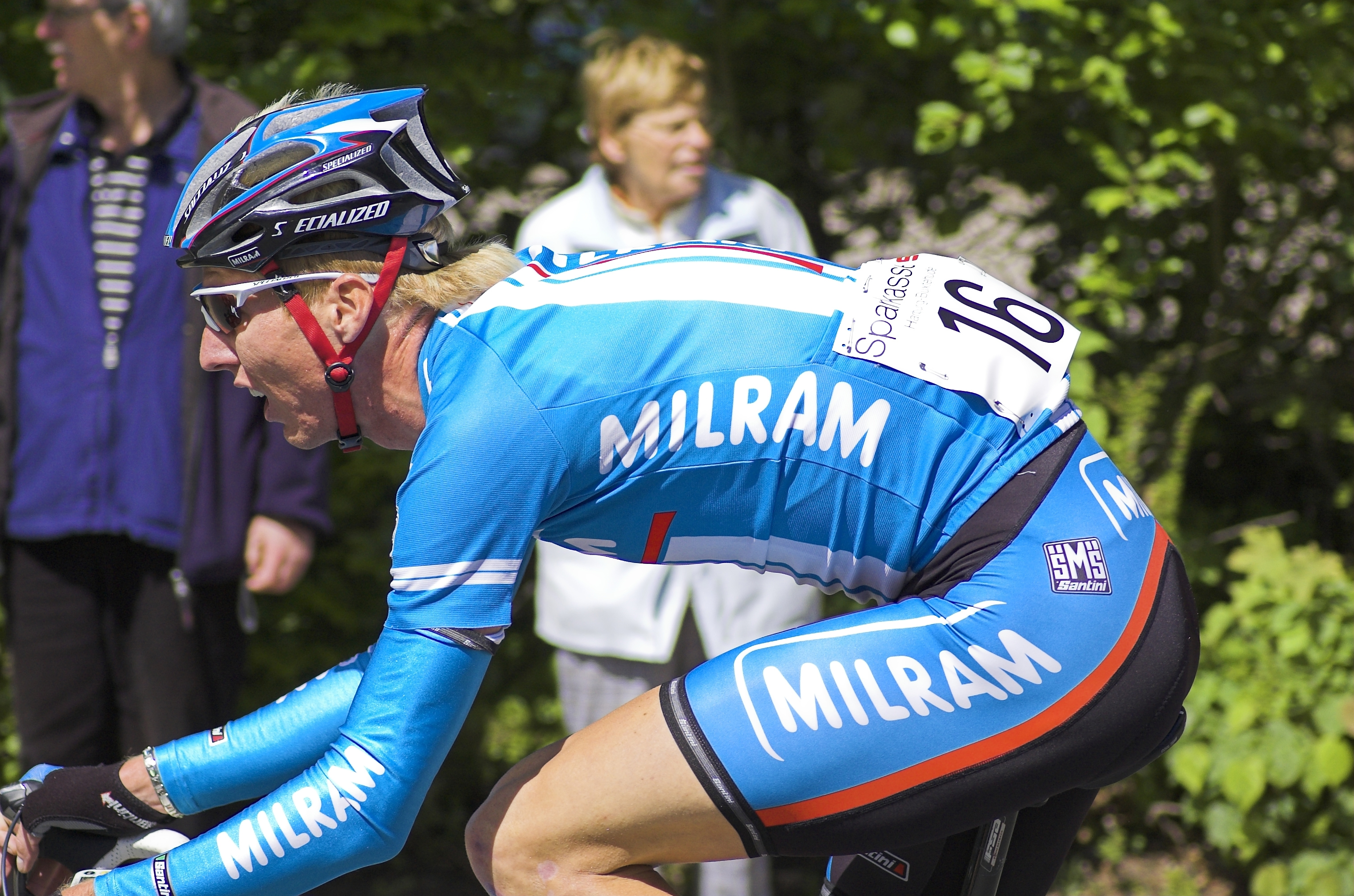
Sieberg beim 19. GP Buchholz 2007

Marcel Sieberg (* 30. April 1982 in Castrop-Rauxel) ist ein ehemaliger deutscher Radrennfahrer und heutiger Sportlicher Leiter. In seiner Zeit als Aktiver galt er als guter Sprinter und Anfahrer.

## Karriere
Nachdem Sieberg im Jahr 2004 Deutsche Straßenmeisterschaften Zweiter im Rennen der U23 wurde, schloss er sich 2005 dem deutschen Continental Team Lamonta an. Für diese Mannschaft gewann er im Sprint einer neunköpfigen Spitzengruppe den niederländischen Halbklassiker Ronde van Drenthe. Zur Saison 2006 wechselte er zum Professional Continental Team Team Wiesenhof-Akud und konnte mit dem GP Jef Scherens Leuven ein weiteres Eintagesrennen der UCI-Kategorie 1.1. gewinnen.
Im Jahr 2007 fuhr er für das deutsche UCI ProTeam Milram. Bei der 2. Etappe der Tour de France 2007 fuhr er zusammen mit Cédric Hervé und Rubén Pérez bis kurz vor Schluss mit weitem Abstand vor dem Hauptfeld. Danach wurde er als kämpferischster Fahrer der Etappe mit der Roten Rückennummer ausgezeichnet.
2008 bis 2010 fuhr er für das Team Columbia. Er wechselte zusammen mit André Greipel zur Saison 2011 zum belgischen Radsportteam Omega Pharma-Lotto und übernahm dort eine zentrale Rolle bei der Sprintvorbereitung im Sprintzug des mehrfachen Tour-de-France-Etappensiegers.
Er erzielte danach weniger individuelle Erfolge, darunter Siege beim Sparkassen Giro Bochum 2012, 2014 und 2015. Im Jahr 2016 wurde er beim Radsport-Monument Paris–Roubaix überraschend Siebter und damit bester Deutscher, nachdem er erst auf der vorletzten Kopfsteinpflasterpassage aus der Spitzengruppe zurückgefallen war.
2021 beendete er seine Karriere als Radsportler und wurde 2022 Sportlicher Leiter des Team DSM. Nach einem Jahr wechselte er in dieselbe Funktion zum Tudor Pro Cycling Team.

## Erfolge
2000
- Deutscher Meister – Straßenrennen (Junioren)
- Gesamtwertung Giro di Basilicata
- Gesamtwertung Driedaagse van Axel
- Gesamtwertung und eine Etappe Trofeo Karlsberg

2001
- zwei Etappen Tour de Berlin

2002
- eine Etappe Tour de Berlin

2003
- eine Etappe Tour de Berlin

2004
- Deutsche Straßen-Radmeisterschaften – Straßenrennen (U23)
- eine Etappe Tour of South China Sea

2005
- Ronde van Drenthe

 2006
- GP Jef Scherens

2007
- eine Etappe Hessenrundfahrt

## Weblinks

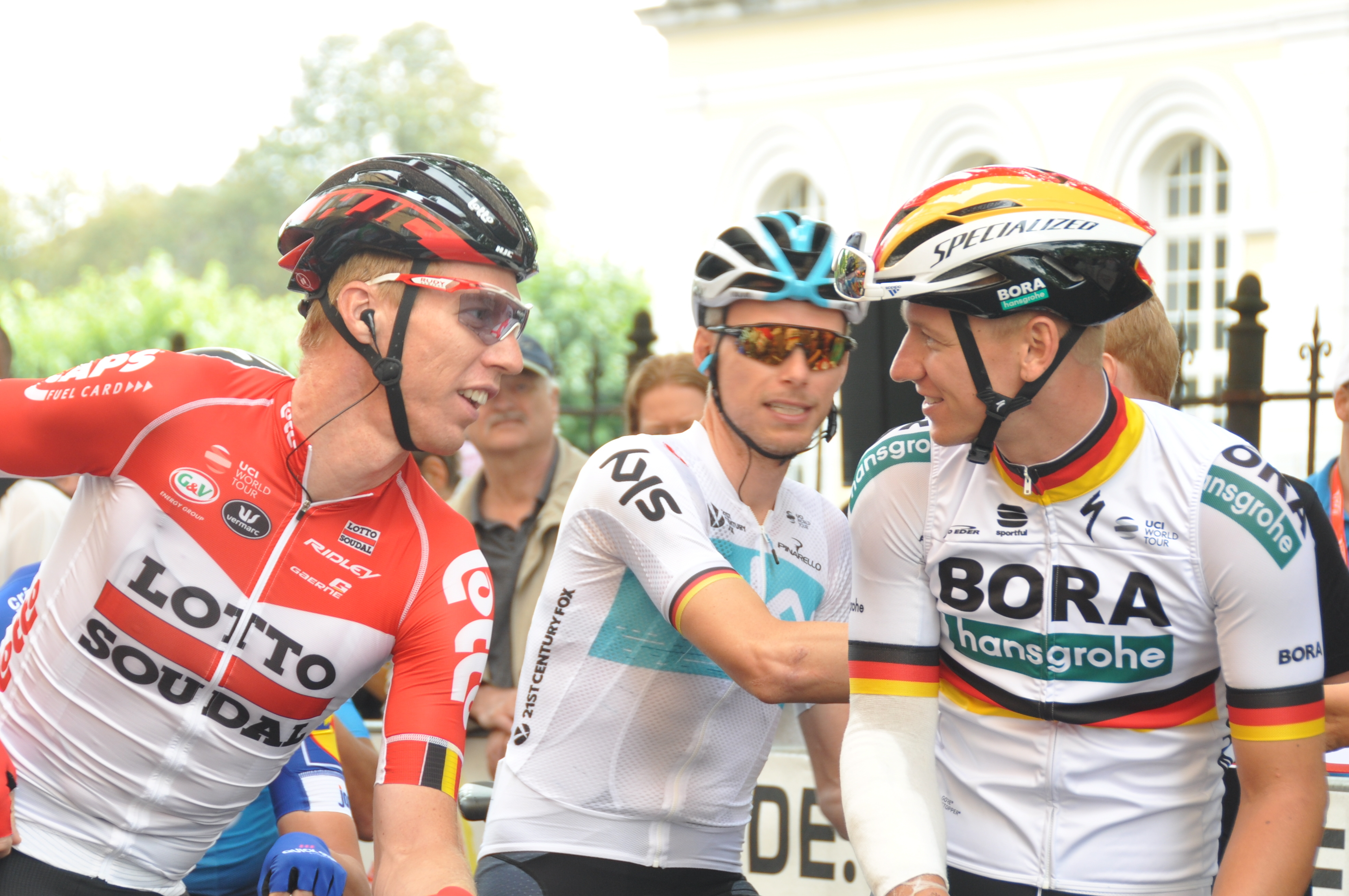
Sieberg (l.) vor dem Start der Deutschland Tour 2018 in Bonn, mit Christian Knees (l.) und Pascal Ackermann

## Grand Tours-Platzierungen
| Grand Tour            | 2007 | 2008 | 2009 | 2010 | 2011 | 2012 | 2013 | 2014 | 2015 | 2016 | 2017 | 2018 | 2019 | 2020 | 2021 |
| --------------------- | ---- | ---- | ---- | ---- | ---- | ---- | ---- | ---- | ---- | ---- | ---- | ---- | ---- | ---- | ---- |
| Giro d’ItaliaGiro     | –    | –    | –    | DNF  | –    | –    | –    | –    | –    | –    | –    | –    | –    | –    | –    |
| Tour de FranceTour    | 120  | –    | –    | –    | 141  | 132  | DNF  | 145  | 150  | 169  | DNF  | DNF  | –    | –    | –    |
| Vuelta a EspañaVuelta | –    | –    | 122  | –    | –    | –    | –    | –    | –    | –    | –    | –    | –    | –    | –    |